# Wallace & Gromit: The Wrong Trousers
Wallace & Gromit: The Wrong Trousers (bra/prt: Wallace & Gromit: As Calças Erradas) é uma curta-metragem de animação de 1993 produzido pelo animador Nick Park.

## Dublagem brasileira (Herbert Richers)
- Wallace - Francisco José

## Dublagem brasileira
- Wallace - Hélio Vaccari